# Dieter Roth
Dieter Roth (Hannover, 1930- Basilea, 1998) fou un pintor, dibuixant, escultor, accionista, poeta alemany. Dieter Roth va viure entre Alemanya, Suïssa i Islàndia. Amb un nom mutable –Dieter Roth, dieter roth, DITERROT, diter rot o Dietrich Roth, segons l'obra i el context–, Roth va ser sempre un rebel que buscava nous mitjans i reivindicava la mutació i el canvi constant. Va morir a Basilea el 1998. La seva obra es troba en nombroses col·leccions, com ara la Tate Gallery de Londres, l'Stedelijk Museum d'Amsterdam, el MACBA de Barcelona i el Moderna Museet d'Estocolm.

## Biografia
De mare alemanya i pare suís, l'any 1943, i a causa de la guerra, el seu germà i ell es van traslladar a Zúric. Roth va accedir a l'art a través del disseny industrial, camp que va ampliar fins a incloure gairebé tots els àmbits de la creació artística.
El fet que defineix aquest artista situat dins el corrent neodadaista i amb arrels en el surrealisme de Marcel Duchamp, és la tendència a dissoldre la distinció entre l'art i la vida, actitud que compartia amb grups d'artistes com Fluxus i els nous realistes. L'any 1953, en col·laboració amb Eugen Gomringer i Marcel Wyss, Roth va fundar la revista Spirale. El 1954 va crear el primer llibre d'artista, un gènere en què reunia la seva producció més coneguda. A diferència de l'americà Edward Ruscha, Roth es va negar a utilitzar la tecnologia comercial per a la producció massiva de llibres perquè concebia cada pàgina com una obra singular.
Les seves primeres escultures de pa cuit són del 1954. D'aleshores ençà, l'interès de Roth en la transformació orgànica va passar a formar part de la seva estratègia per subvertir els mecanismes de la comercialització de l'art. A finals dels anys cinquanta, Roth va treballar a Nova York, on va organitzar happenings i va produir obres cinètiques i segells que incorporaven textos i fotogrames. Als setanta, va col·laborar amb artistes com Arnulf Rainer (1972-1979) i Richard Hamilton (1975-1977), amb qui va passar temporades a Cadaqués. Va morir a Basilea el 1998.

## Obres destacades
- Schokoladenmeer, present a la col·lecció del MACBA